# Franz Strauss
Franz Joseph Strauss (26 de febrero de 1822-31 de mayo de 1905) fue un músico alemán. Fue un compositor, un trompista y un ejecutante de guitarra, clarinete y viola. Fue el principal trompista de la Ópera de la Corte de Baviera por más de 40 años, un profesor en la Escuela Real de Música, Múnich, y un director de orquesta.
Strauss es quizá más conocido como el padre del compositor Richard Strauss, en cuyo temprano desarrollo musical fue una gran influencia, encaminando a su hijo hacia la música del Clasicismo lejos de estilos modernos. Como compositor, Franz Strauss es recordado por sus obras con la trompa. Estas incluyen dos conciertos y numerosas obras más pequeñas.

## Vida y carrera
Strauss nació en Parkstein, Baviera. Su padre, Johann Urban Strauss, fue de carácter inestable; sus hijos fueron ilegítimos y dejó la crianza a su madre, Maria Anna Kunigunde Walter. Ella era un miembro de una familia grande y musical, y su hermano (Johann) Georg Walter asumió la educación musical del niño. Georg enseñó a Strauss a tocar el clarinete, guitarra y una variedad de instrumentos de metal. A la edad de nueve años, Strauss fue tomado como pupilo y músico por otro tío, Franz Michael Walter, un director de banda militar.
A la edad de 15 años, mediante la influencia de George Walter, Strauss fue designado para la orquesta privada del duque Maximiliano de Baviera en Múnich, donde permaneció por diez años. Gradualmente encontró que de todos los instrumentos que podía tocar, se adaptaba mejor a la trompa. Él comenzó a componer para ese instrumento. Entre sus primeras composiciones estuvo un Romance, Les Adieux, y una Fantasía sobre Sehnsuchtswalzer de Beethoven, ambos para trompa y orquesta con versiones alternativas para trompa y piano.
En 1847 Strauss se volvió miembro de la orquesta de la Ópera de la Corte de Baviera. En mayo de 1851 se casó con Elise Maria Seiff, con quien tuvo un hijo y una hija. El hijo murió a la edad de 10 meses en 1852, y en 1854, la esposa e hija de Strauss murieron de cólera. Vivió soltero hasta 1863, cuando se casó con Josephine Pschorr (1837–1910), la hija de un rico cervecero de Múnich. Ellos tuvieron dos hijos, Richard Georg, nacido en 1864, y Berta Johanna, nacida en 1867.
El primer concierto de trompa de Strauss fue estrenado en 1865, con el compositor tocando la parte de trompa, y permaneció mucho en demanda como solista. El director de orquesta Hans von Bülow lo llamó "el Joachim de la trompa". En 1871, fue nombrado como profesor en la Escuela Real de Música; se le dio el rango de Kammermusiker de la corte Bávara en 1873.
Las preferencias musicales de Strauss fueron marcadamente clásicas; amó la música de Mozart sobre todas las demás, y también admiró particularmente a Haydn y Beethoven. No estaba en simpatía con la nueva música de Wagner que su soberano y empleador, Luis II de Baviera, asiduamente promovía con producciones en la Ópera de la Corte. La antipatía de Strauss a la música moderna influenció al temprano desarrollo de su hijo, Richard, quien comenzó como compositor en un estilo tradicional, no encontrándose él mismo afín al modernismo hasta que había dejado detrás la influencia paternal durante su tiempo en la Universidad de Múnich.
A pesar de su desagrado personal por Wagner, tanto como persona y como músico, el estricto profesionalismo de Strauss lo llevó a dedicar toda su maestría técnica a los importantes solos de trompa en las óperas de Wagner. Él lideró la sección de trompa en los estrenos de Tristán e Isolda, El oro del Rin, y La valquiria. Wagner dijo: "Strauss es un detestable compañero pero cuando él sopla su trompa no se puede estar enfadado con él". En la invitación del director de orquesta Hermann Levi, Strauss tocó en el estreno de Parsifal en Bayreuth. Después de un ataque de influenza, Strauss fue incapaz de tocar la trompa por 18 meses, pero terminó tocando en la orquesta de la Ópera de la Corte como violista, en cuyo aforo tomó parte en la primera presentación en Múnich de la ópera Tannhäuser de Wagner.
En 1875 Strauss fue elegido como director de una orquesta amateur, la "Wilde Gung'l", un puesto que mantuvo por 21 años. Entre los músicos se encontraba su hijo, quien aprendió ahí los aspectos prácticos de la orquestación, y escribió algunas de sus primeras composiciones para la orquesta.
Strauss se retiró de la orquesta de ópera en 1889, aunque continuó en la dirección y la enseñanza por algunos años a partir de ahí. Murió en Múnich a la edad de 83 años.